# Abu l-Fadl Muhammad ibn Husayn Katib Bayhaki
Abu l-Fadl Muhammad ibn Husayn Katib Bayhaki (Harithabad 995-21 de setembre de 1077) fou un historiador persa del segle XI.
Va servir als gaznèvides sota Mahmud de Gazni i el seu fill Masud I ben Mahmud. Sota Abd al-Rashid ben Mahmud (1049-1052) fou director de la cancelleria però fou destituït al cap d'un any (1050 o 1051) i empresonat. L'usurpador Toghril Birar es va apoderar del tron (1052) i el va alliberar. Ja no va tornar a servir a la cort.
Va escriure una important història de la dinastia en 30 volums titulat de diverses maneres segons els autors: Djam al-tawarikh o Djami fi tarikh-i Sabuktegin, Tarikh-i Al- i Mahmud, Tarikh-i Nasiri i Tarikh-i Al-i Sabuktagin (es creu que cada volum, dedicat a un sobirà, portava un títol diferent, i el primer nom podria ser el general). Només es conserven els volums 5 a 10 i encara amb llacunes.